# Fiat X1/9
Fiat X1/9 — автомобиль с кузовом тарга, выпускавшийся концерном FIAT S.p.A. с 1972 по 1982 год. В дальнейшем производство было перенесено на завод фирмы Bertone, где выпуск продолжался до 1989 года.

## История
Впервые автомобиль был представлен как концепт-кар в 1969 году под именем Autobianchi A112 Runabout. Дизайн был разработан фирмой Bertone под руководством Марчелло Гандини. Fiat X1/9 дебютировал 23 ноября 1972 года. Модель имела непривычное имя. В те года модели Фиата нумеровались трехзначными числами. А разрабатываемые проекты как раз именовались X1/1 (Fiat 128), X1/2 (Autobianchi A112) и так далее. Автомобиль получил новый двигатель от Fiat 128, расположившийся позади сидений.
Монокок изготавливали на заводе Bertone в Турине, затем он доставлялся на завод Фиата. Там производили сборку машины. В 1982 году производство было полностью передано Bertone. Тогда же автомобиль сменил имя на Bertone X1/9.

Автомобиль оснащали 1,3 литровым двигателем с алюминиевой головкой блока цилиндров, мощностью 75 л. с. (66 л. с. - США). Трансмиссия — 4-ступенчатая механическая КПП, привод на задние колёса. В дальнейшем на машины стали устанавливать двигатели объёмом 1,5 литра и мощностью 85 л. с. (75 л. с. при 5500 об./мин. - США), а также 5 ступенчатые трансмиссии.  Сжатие 1,5 л двигателя было 8,5 : 1.
В 1982 году автомобиль сменил имя на Bertone X1/9 после переноса производства на одноимённый завод. Выпуск X1/9 был прекращён в 1989. Последние машины были выпущены под именем Gran Finale в комплектации Special Edition (SE) со спойлером на крышке багажника.
Всего было выпущено около 200000 машин, из них 150000 Fiat и 50000 Bertone.

## Автоспорт
В 1973 году подразделение Фиата Abarth разработало модель Abarth X1/9 Prototipo. Машина сменила в ралли модель 124 Spider Abarth. Автомобиль оснастили двигателем объёмом 1,8 литра с 16 клапанами и карбюратором Webber IDF. Машина имела задний спойлер и воздухозаборник на крыше. Было выпущено всего пять автомобилей.
В 1975 году Dallara построила на базе X1/9 автомобиль для участия в Международном чемпионате конструкторов. Стандартный 1,3 литровый двигатель был доработан. Объём повысили до 1,6 л, установили собственную 16-клапанную головку блока цилиндров. В результате мощность выросла до 200 л. с. при 10000 об./мин. Вес машины составлял всего 650 кг. Также была доработана подвеска и изменён внешний вид автомобиля.

## Кодировка цветов
На протяжении 17 лет выпуска X1/9 был доступен в широкой гамме цветов.
| Годы  | Описание                                   | Код          | Имя                                        |
| ----- | ------------------------------------------ | ------------ | ------------------------------------------ |
| 74-76 | Green                                      | 358          | -                                          |
| 74    | Yellow                                     | 272          | -                                          |
| 74    | Blue                                       | 426          | -                                          |
| 74    | Orange-Red                                 | 474          | -                                          |
| 75-76 | Yellow                                     | 297          | Giallo                                     |
| 75-76 | Sunset Orange                              | 299          | Tramonto Arancio                           |
| 75    | Green                                      | 397          | -                                          |
| 77-78 | Metallic Green                             | 390          | -                                          |
| 77-78 | Metallic Orange                            | 190          | -                                          |
| 77-80 | Metallic Blue                              | 447          | -                                          |
| 78-81 | Yellow                                     | 275          | -                                          |
| 78-82 | Metallic Black                             | 813          | Nero Met                                   |
| 78-83 | Orange-Red                                 | 171          | Rosso Arancio                              |
| 79-80 | Metallic Light Red                         | 853          | Rosso Met                                  |
| 79-81 | Gold                                       | 589          | -                                          |
| 80-81 | Silver                                     | 656          | Argenti                                    |
| 80-81 | Metallic Mid Blue                          | 835          | -                                          |
| 82-85 | Silver over Metallic Charcoal              | 656 / 900    | Argenti / Grigio Scuro Met                 |
| 83    | Yellow over Black                          | ? / ?        | -                                          |
| 84-85 | Metallic Champagne over Metallic Brown     | 866 / 791    | Colorado Brown Met / Dark African Sand Met |
| 85    | Red over Metallic Charcoal                 | 886 / 900    | Rosso / Grigio Scuro Met                   |
| 85-86 | Red over Metallic Charcoal                 | 171 / 900    | Rosso / Grigio Scuro Met                   |
| 85-86 | Metallic Light Blue over Metallic Mid Blue | 872 / 835    | Polar Ice Met / Blue Met                   |
| 86-87 | Black                                      | 601          | Nero                                       |
| 86-87 | Metallic Red                               | 861          | -                                          |
| 86-87 | Metallic Taupe over Black                  | 809 / 601    | Grigio Chiaro Met / Nero                   |
| 86-87 | Red over Black                             | 886 / 601    | Rosso / Nero                               |
| 86-88 | Red                                        | 886          | Rosso                                      |
| 87    | Metallic Light Blue                        | 881          | Azzuro Met                                 |
| 87    | White                                      | 224/F        | Bianco Corfu                               |
| 88    | Metallic Grey (Gunmetal)                   | 224.668-039B | Grigio Metalizzato                         |
| 88-89 | Yellow                                     | 572.225-113B | Giallo Cerdo                               |
| 88-89 | White                                      | 574.064-474B | Bianco Cassablanca                         |
| 88-89 | Red                                        | 574.183-535L | Rosso Karmin Rot                           |
| 88-89 | Metallic Dark Red (Mica Red)               | 224.129-408B | Rosso Micalizzato                          |
| 88-89 | Metallic Dark Blue (Mica Blue)             | 224.845-407B | Blu Micalizzato                            |

## Недостатки
На всем протяжении производства модель X1/9 имела некоторые проблемы. Ограниченное пространство моторном отсеке затрудняло проведение технического обслуживания, а также было причиной перегрева двигателя. К карбюратору был добавлен охлаждающий вентилятор, исключавший испарение топлива из поплавковой камеры. На машинах для рынка США с двигателем Bosch L-jetronic был подобный вентилятор. Он включался после запуска двигателя и охлаждал инжектор и впускной коллектор. Первые машины были сильно подвержены коррозии. Также имелись проблемы с трансмиссией, нередко отказывала задняя передача.